# Sakamoto Days
Sakamoto Days (jap. サカモトデイズ Sakamoto Deizu) ist eine Manga-Serie von Yūto Suzuki, die seit 2019 in Japan erscheint. Die Comedy-Serie über einen Auftragskiller im Ruhestand wurde in viele Sprachen übersetzt, darunter auch ins Deutsche. 2025 erhält die Serie eine Anime-Adaption.

## Inhalt
Der ultimative Auftragsmörder Taro Sakamoto (坂本 太郎) wurde von Gegnern und Kollegen gefürchtet und geschätzt. Doch als er sich in die Verkäuferin Aoi (坂本 葵) verliebte, setzte er sich zur Ruhe und führt seither einen kleinen Laden in einer ruhigen Nachbarschaft. Er wurde Vater der kleinen Hana und hat einiges von seiner Fitness verloren. In seinem Laden wird er unterstützt von Shin Asakura (朝倉 シン), der ebenfalls Auftragskiller war und Sakamoto verehrt hat. Er kann Gedanken lesen und beschützt gemeinsam mit seinem Chef das friedliche Leben ihrer Familien, das immer wieder von ihrer gemeinsamen Vergangenheit bedroht wird. Auch wenn Sakamoto inzwischen dick geworden ist, sind ihm doch noch einige seiner Fähigkeiten erhalten geblieben.

## Veröffentlichung
Zum Manga erschien zunächst eine Kurzgeschichte im Magazin Shōnen Jump Giga in der Ausgabe vom 26. Dezember 2019. Als Serie startete Sakamoto Days am 21. November 2020 in der Shūkan Shōnen Jump. Der Verlag Shūeisha brachte die Kapitel auch gesammelt in bisher 23 Bänden heraus (Stand August 2025). Seit Anfang August 2025 befindet sich die Serie im finalen Kampf.
Seit Oktober 2022 erscheint beim Carlsen Verlag eine deutsche Übersetzung der Geschichte von Martin Gericke. Bisher sind 17 Bände erschienen (Stand August 2025).
Eine englische Fassung wird von Viz Media herausgegeben, eine koreanische von Daewon CI, eine französische von Glénat und eine spanische von Editorial Ivréa. Auf Italienisch erscheint die Serie bei Planet Manga, auf Polnisch bei Studio JG und auf Russisch auf der Online-Plattform Manga Plus, wo auch die englischen, französischen und spanischen Übersetzungen zeitgleich zum japanischen Original zugänglich sind.
Ein Ableger mit dem Titel Sakamoto Holidays startete am 4. Juli 2024 in Shūeishas Saikyō Jump. Die Zeichnungen stammen von Tetsu Ōkawa, der auch als Assistent an der Hauptreihe mitwirkt.
| Band | Japanisch        | Japanisch              | Deutsch          | Deutsch                |
| Band | Veröffentlichung | ISBN                   | Veröffentlichung | ISBN                   |
| ---- | ---------------- | ---------------------- | ---------------- | ---------------------- |
| 01   | 2. Apr. 2021     | ISBN 978-4-08-882657-8 | 25. Okt. 2022    | ISBN 978-3-551-75616-9 |
| 02   | 4. Juni 2021     | ISBN 978-4-08-882685-1 | 9. Jan. 2023     | ISBN 978-3-551-75617-6 |
| 03   | 3. Sep. 2021     | ISBN 978-4-08-882763-6 | 28. Feb. 2023    | ISBN 978-3-551-75618-3 |
| 04   | 4. Nov. 2021     | ISBN 978-4-08-882819-0 | 2. Mai 2023      | ISBN 978-3-551-79483-3 |
| 05   | 4. Jan. 2022     | ISBN 978-4-08-882879-4 | 27. Juni 2023    | ISBN 978-3-551-79484-0 |
| 06   | 4. März 2022     | ISBN 978-4-08-883072-8 | 29. Aug. 2023    | ISBN 978-3-551-79485-7 |
| 07   | 3. Juni 2022     | ISBN 978-4-08-883147-3 | 24. Okt. 2023    | ISBN 978-3-551-79789-6 |
| 08   | 4. Aug. 2022     | ISBN 978-4-08-883191-6 | 9. Jan. 2024     | ISBN 978-3-551-79790-2 |
| 09   | 4. Nov. 2022     | ISBN 978-4-08-883292-0 | 27. Feb. 2024    | ISBN 978-3-551-79791-9 |
| 10   | 3. Feb. 2023     | ISBN 978-4-08-883429-0 | 30. Apr. 2024    | ISBN 978-3-551-79969-2 |
| 11   | 4. Apr. 2023     | ISBN 978-4-08-883449-8 | 2. Juli 2024     | ISBN 978-3-551-78270-0 |
| 12   | 2. Juni 2023     | ISBN 978-4-08-883555-6 | 27. Aug. 2024    | ISBN 978-3-551-78278-6 |
| 13   | 4. Sep. 2023     | ISBN 978-4-08-883633-1 | 22. Okt. 2024    | ISBN 978-3-551-80172-2 |
| 14   | 2. Nov. 2023     | ISBN 978-4-08-883692-8 | 28. Jan. 2025    | ISBN 978-3-551-80173-9 |
| 15   | 4. Jan. 2024     | ISBN 978-4-08-883793-2 | 1. Apr. 2025     | ISBN 978-3-551-80174-6 |
| 16   | 4. Apr. 2024     | ISBN 978-4-08-883878-6 | 27. Mai 2025     | ISBN 978-3-551-80535-5 |
| 17   | 4. Juni 2024     | ISBN 978-4-08-884120-5 | 29. Juli 2025    | ISBN 978-3-551-80536-2 |
| 18   | 2. Aug. 2024     | ISBN 978-4-08-884131-1 |                  |                        |
| 19   | 1. Nov. 2024     | ISBN 978-4-08-884250-9 |                  |                        |
| 20   | 4. Jan. 2025     | ISBN 978-4-08-884389-6 |                  |                        |
| 21   | 4. März 2025     | ISBN 978-4-08-884409-1 |                  |                        |
| 22   | 4. Juni 2025     | ISBN 978-4-08-884554-8 |                  |                        |
| 23   | 4. Aug. 2025     | ISBN 978-4-08-884608-8 |                  |                        |

## Anime-Adaption
Im Mai 2024 wurde angekündigt, dass Sakamoto Days eine Anime-Adaption erhalten wird, die im Studio TMS Entertainment entsteht. Geplant ist eine geteilte Ausstrahlung im japanischen Fernsehen mit Start im Januar 2025 sowie im Juli 2025. Die Ausstrahlung des elf Folgen umfassenden ersten Teils lief vom 11. Januar bis 22. März 2025 und ist weltweit über Netflix im Streaming verfügbar. Regie führt Masaki Watanabe, die Drehbücher schreibt Taku Kishimoto und das Charakterdesign entwirft Yō Moriyama.
Der Start des zweiten Abschnitts der ersten Staffel ist für den 14. Juli 2025 geplant.

### Musik
Die Musik stammt von Yuki Hayashi. Das erste Opening ist Hashire Sakamoto (走れSAKAMOTO) von Vaundy; das zweite Opening Method von Kroi. Das Ending ist Futsū (普通) von Conton Dandy. In der siebten Episode wurde als Ending Somebody Help Us von Vaundy gesendet.

### Episodenliste
| Nr. | Deutscher Titel              | Originaltitel                                   | Erstausstrahlung Japan | Deutschsprachige Erstausstrahlung (D) |
| --- | ---------------------------- | ----------------------------------------------- | ---------------------- | ------------------------------------- |
| 1   | Der legendäre Auftragskiller | 伝説の殺し屋 Densetsu no Koroshiya              | 11. Jan. 2025          | 11. Jan. 2025                         |
| 2   | Vs. Son-Hee & Bacho          | VSソンヒ・バチョウ Bāsasu Sonhi・Bachō          | 18. Jan. 2025          | 18. Jan. 2025                         |
| 3   | Willkommen im Sugar Park     | シュガーパークへようこそ！ Shugā Pāku e Yōkoso! | 25. Jan. 2025          | 25. Jan. 2025                         |
| 4   | Hard-Boiled                  | ハードボイルド Hādo-Boirudo                     | 1. Feb. 2025           | 1. Feb. 2025                          |
| 5   | Ursprung der Kraft           | 強さの理由 Tsuyosa no Wake                      | 8. Feb. 2025           | 8. Feb. 2025                          |
| 6   | Heisuke Mashimo              | マシモ ヘイスケ Mashimo Heisuke                 | 15. Feb. 2025          | 15. Feb. 2025                         |
| 7   | Jurassic Penner              | ジュラシック野郎 Jurashikku Yarō                | 22. Feb. 2025          | 22. Feb. 2025                         |
| 8   | Team Sakamoto vs. das Labor  | 坂本商店 vs LABO Sakamoto-shōten bāsasu Rābō    | 1. März 2025           | 1. März 2025                          |
| 9   | Alle einsteigen, bitte!      | かけこみ乗車 Kakekomi Jōsha                     | 8. März 2025           | 8. März 2025                          |
| 10  | In Badehausstimmung          | せんとうモード Sentō Mōdo                       | 15. März 2025          | 15. März 2025                         |
| 11  | Casino Battle                | カジノバトル Kajino Batoru                      | 22. März 2025          | 22. März 2025                         |

## Weitere Veröffentlichungen

### Roman
Im Oktober 2022 wurde angekündigt, dass ein Roman zur Reihe erscheint, der eine exklusive Geschichte erzählt. Der von Renka Misaki geschriebene Roman trägt den Titel Sakamoto Days: Koroshiya no Method (SAKAMOTO DAYS 殺し屋のメソッド Sakamoto Deizu Koroshiya no Mesoddo) und wurde am 4. April 2023 veröffentlicht.
Im Dezember 2024 erschien ein weiterer Roman von Renka Misaki mit dem Titel Sakamoto Days: Koroshiya Blues (SAKAMOTO DAYS 殺し屋ブルース Sakamoto Days: Koroshiya Blues).

### Mobile Game
Ein Mobile Game mit dem Titel Sakamoto Days Dangerous Puzzle (SAKAMOTO DAYS デンジャラスパズル Sakamoto Deizu Denjarasu Pazuru) erschien am 2. April 2025.

## Rezeption
Band 8 und 9 verkauften sich in den ersten vier Wochen nach Verkaufsstart jeweils rund 98.000 Mal. Bis Januar 2023 wurden insgesamt 2,5 Millionen Exemplare der Serie verkauft.
Sakamoto Days wurde 2021 für den Next Manga Award in der Kategorie Best Print Manga nominiert und erreichte den neunten Platz unter 50 Nominierten. Zusätzlich gewann die Serie den U-NEXT-Award.
Die Serie wurde außerdem 2022 für den 68. Shogakukan Manga Award in der Kategorie Shōnen nominiert.